# میکروچیپ ایمپلنت
ایمپلنت (کاشت) میکرو تراشه در انسان (به انگلیسی: (Microchip implant (human) معمولاً یک دستگاه مدار مجتمع یا فرستنده RFID است که در شیشه سیلیکات قرار گرفته و در بدن انسان کاشته می‌شود. این نوع کاشت زیر پوستی معمولاً دارای یک شماره شناسه منحصر به فرد است که می‌تواند با اطلاعات موجود در یک پایگاه داده خارجی مانند شناسایی شخصی، اجرای قانون، سابقه پزشکی، داروها، آلرژی‌ها و اطلاعات تماس مرتبط باشد.

## تاریخچه
- ۱۹۹۸ - اولین آزمایشات با کاشت شناسائی فرکانس رادیویی (RFID) در سال ۱۹۹۸ توسط دانشمند بریتانیایی کوین وارویک انجام شد. از کاشت وی برای بازکردن درها، روشن کردن چراغ‌ها و ایجاد خروجی کلامی در داخل ساختمان استفاده شد. پس از نه روز کاشت برداشته شد و از آن زمان در موزه علوم لندن نگهداری می‌شود.[۱][۲][۳][۴][۵]
- ۲۰۰۴–۱۸ مارس ۲۰۰۴ - نوکیا، فیلیپس (اکنون تحت NXP Semiconductors) و سونی انجمن NFC را تأسیس کردند، یک صنعت غیرانتفاعی برای پیشرفت استفاده از تعامل بی‌سیم NFC در الکترونیک مصرفی، دستگاه‌های تلفن همراه و رایانه‌های شخصی شکل گرفت. استانداردها شامل چهار نوع برچسب متمایز هستند که سرعت و قابلیت‌های مختلف ارتباطی را شامل انعطاف‌پذیری، حافظه، امنیت، حفظ داده‌ها و مقاومت در برابر نوشتن ارائه می‌دهند. NFC Forum از نرم‌افزار NFC برای اطمینان از قابلیت همکاری بین دستگاه‌ها و سرویس‌ها، پیاده‌سازی و استانداردسازی می‌کند.[۶]
- ۲۰۰۵ - در اوایل مارس ۲۰۰۵ علاقه‌مندی Amal Graafstra یک ترانسپوندر RFID محصور در bioglass EM4102 125 khz را در دست چپ خود کاشت. این سیستم با دسترسی به سیستم کنترل دسترسی به دفتر وی استفاده شد. بلافاصله پس از آن در ژوئن ۲۰۰۵ او یک فرستنده HITAG S 2048 پیشرفته تر با فرکانس پایین کاشت. در سال ۲۰۰۶ او کتاب RFID Toys را تألیف کرد، Graafstra از ایمپلنت‌های خود برای دسترسی به خانه اش، بازکردن درهای اتومبیل و ورود به رایانه خود استفاده می‌کند. با افزایش علاقه عمومی، در سال ۲۰۱۳ وی شرکت biohacking Dangerous Things را تأسیس کرد و اولین ترانسپوندر NFC قابل کاشت در جهان را در سال ۲۰۱۴ تأمین اعتبار کرد. وی همچنین در برنامه‌ها و برنامه‌های تبلیغاتی مختلف از جمله TEDx صحبت کرده و یک اسلحه هوشمند ساخته‌است که فقط پس از خواندن کاشت خود آتش می‌زند.[۷]
- ۲۰۰۹ - در ۱۶ مارس ۲۰۰۹، دانشمند بریتانیایی، مارک گاسون، یک دستگاه کپسول شیشه ای RFID را با جراحی در دست چپ خود کاشت. در آوریل ۲۰۱۰ تیم گاسون نشان داد که چگونه یک ویروس کامپیوتر می‌تواند ایمپلنت او را به صورت بی‌سیم آلوده کرده و سپس به سیستم‌های دیگر منتقل کند. گاسون استدلال کرد که با فناوری کاشته شده، جدایی بین انسان و ماشین می‌تواند نظری شود زیرا این فناوری می‌تواند توسط انسان به عنوان بخشی از بدن او درک شود. به دلیل این پیشرفت در درک ما از آنچه بدن و مرزهای آن را تشکیل می‌دهد، وی به عنوان اولین انسان آلوده به ویروس رایانه شناخته شد. او قصد ندارد کاشت خود را بردارد.[۸]
- ۲۰۱۴ - در ژوئن ۲۰۱۴، در جریان کنفرانس From Now در ونکوور، کانادا، نیکولاس بدمینتون، برگزار کننده رویداد و آینده نگر، تراشه xNT را روی دست چپ خود روی صحنه نصب کرد که آمال گرافترا (bialhacker) بود.[۹]
- 2018 - VivoKey Technologies اولین ترانسپوندرهای NFC قابل کاشت انسان را که از نظر رمزنگاری ایمن است، در سال ۲۰۱۸ توسعه داد. Spark یک دستگاه تزریقی محصور شده در بیوگلاس با ظرفیت ISO / IEC 15693 بیتی AES128 بیتی است. Flex One یک عنصر ایمن و بدون تماس قابل کاشت است که قادر به اجرای برنامه‌های جاوا کارت (برنامه‌های نرم‌افزاری) از جمله کیف پول بیت کوین، PGP , OATH OTP , U2F , WebAuthn و غیره است. در یک تخت، انعطاف‌پذیر ۷ میلی‌متر در ۳۴ میلی‌متر در ۰٫۴ میلی‌متر قرار دارد پوسته بیوپلیمر. اپل‌ها را می‌توان قبل یا بعد از کاشت در Flex One مستقر کرد.[۱۰]
- ۲۰۲۰ - در ۲۸ اوت ۲۰۲۰، الون ماسک، مدیر عامل شرکت Neuralink، یک شرکت پادکست زنده ویدیویی را نشان داد که خوکی به نام گرترود را با تراشه رایانه ای به اندازه یک سکه در مغز خود به نمایش می‌گذارد تا برنامه‌های بلند پروازانه خود را برای ایجاد یک رابط کاربری مغز به ماشین نشان دهد.[۱۱]

## افراد برجسته
بسیاری از علاقه‌مندان، از طریق دانشمندان و شخصیت‌های تجاری، کاشت‌های میکروچیپ RFID را در دستان خود قرار داده یا توسط دیگران قرار داده‌اند.
- Mikey Sklar تراشه ای را در دست چپ خود کاشته و از مراحل کار فیلم‌برداری کرده‌است.
- Jonathan Oxer با استفاده از یک ابزار کاشت دامپزشکی تراشه RFID را در بازوی خود کاشت.
- Martijn Wismeijer، مدیر بازاریابی هلندی تولیدکننده خودپرداز بیت کوین General Bytes، تراشه‌های RFID را برای ذخیره کلیدهای خصوصی و کارت ویزیت Bitcoin خود در هر دو دست خود قرار داد.
- پاتریک لاند با استفاده از تراشه ای که در دست داشت، یک «پرداخت زیستی» به ارزش یورو بیت کوین ارسال کرد.
- مارسل وارالو یک تراشه NXP روکش شده در Bioglass 8625 را بین انگشت و انگشت شستش در دست خود قرار داده بود و به او اجازه می‌داد در محل کار آسانسورها و درهای ایمن را باز کند، از چاپگرهای ایمن چاپ کند، قفل تلفن همراه و خانه خود را باز کند و کارت ویزیت دیجیتال خود را برای انتقال ذخیره کند. به تلفن‌های همراه فعال شده برای NFC.
- Biohacker Hannes Sjöblad از سال ۲۰۱۵ با ایمپلنت‌های تراشه ارتباط نزدیک (NFC) آزمایش کرده‌است. در طی سخنرانی خود در Echappée Voléé ۲۰۱۶ در پاریس، Sjöblad فاش کرد که او همچنین خود را با یک تراشه بین انگشت شست و انگشت شصت خود کاشته‌است و از آن برای بازکردن درها استفاده می‌کند، پرداخت‌ها را انجام دهید، قفل تلفن او را باز کنید و اساساً هر آنچه را که در جیب شما است جایگزین کنید. علاوه بر این، Sjöblad میزبان چندین «مهمانی کاشت» است، که در آن افراد علاقه‌مند نیز می‌توانند با تراشه کاشته شوند.
- Amal Graafstra مدیر عامل شرکت Vivokey and Dangerous Things به دلیل مخترع و توزیع کننده تجاری تجارت ایمپلنت‌های RFID / NFC تحت پوست در سطح جهانی به شهرت رسیده‌است. او با کاشت شرکت‌های خود در هر دو دست کاشته شده، هدف او آگاهی دادن به جنبش کاشت در حال رشد است.

## کاربرد محبوب
لیستی از کاربردهای معروف برای کاشت میکروچیپ به شرح زیر است:
- کاشت مغناطیسی
- ایمپلنت‌های پیشگیری از بارداری
- کارتهای دسترسی
- کارت سفر
- کارتهای بانکی

سایر مصارف آرایشی یا پزشکی نیز می‌تواند شامل موارد زیر باشد:

### هویت دیجیتالی
ایمپلنت‌های RFID با استانداردهای مختلف NFC ISO به عنوان کارت‌های دسترسی از ورودی درب اتومبیل تا دسترسی ساختمان دسترسی دسترسی دارند. هویت امن همچنین برای محصور سازی یا جعل هویت کاربران از طریق عنصر ایمن یا فناوری‌های مرتبط استفاده شده‌است.

### مدارک پزشکی
محققان کاشت ریز تراشه در انسان را در حوزه پزشکی بررسی کرده‌اند و آنها نشان می‌دهند که ترکیب دستگاه در زمینه پزشکی مزایا و خطرات بالقوه ای دارد. به عنوان مثال، این می‌تواند برای بیماران غیر سازگار مفید باشد اما هنوز هم خطرات زیادی برای سو potential استفاده بالقوه از دستگاه ایجاد می‌کند.
Destron Fearing، یکی از زیر مجموعه‌های Digital Angel، در ابتدا فناوری VeriChip را توسعه داد.
در سال ۲۰۰۴، دستگاه و خواننده VeriChip کاشته شده به عنوان کلاس II طبقه‌بندی شد: کنترل‌های عمومی با کنترل‌های ویژه توسط FDA. در آن سال FDA همچنین پیش نویس راهنمایی را منتشر کرد که شرح کنترلهای ویژه ای است که برای بازاریابی چنین دستگاه‌هایی لازم است.
تقریباً به اندازه یک دانه برنج، این دستگاه معمولاً بین ناحیه شانه و آرنج بازوی راست فرد کاشته می‌شود. پس از اسکن در فرکانس مناسب، تراشه با یک شماره ۱۶ رقمی منحصر به فرد پاسخ داد و سپس می‌تواند با اطلاعات مربوط به کاربر در پایگاه داده برای تأیید هویت، دسترسی به سوابق پزشکی و سایر موارد مرتبط شود. روش جراحی با بی‌حسی موضعی در مطب پزشک انجام شد.
طرفداران حریم خصوصی نگرانی‌هایی را در مورد سو abuse استفاده احتمالی از تراشه مطرح کردند، با برخی هشدارها مبنی بر اینکه تصویب توسط دولت‌ها به عنوان یک برنامه شناسایی اجباری می‌تواند منجر به فرسایش آزادی‌های مدنی و همچنین سرقت هویت در صورت هک شدن دستگاه شود. معضل اخلاقی دیگری که این فناوری مطرح می‌کند این است که افراد مبتلا به زوال عقل می‌توانند از دستگاه کاشته شده‌ای که دارای سوابق پزشکی آنها است بیشترین بهره را ببرند، اما در مورد چنین رضایت آگاهانه دشوارترین موارد رضایت آگاهانه است.
در ژوئن ۲۰۰۷، انجمن پزشکی آمریکا اعلام کرد که «دستگاه‌های شناسایی فرکانس رادیویی (RFID) قابل کاشت می‌توانند به شناسایی بیماران کمک کنند، در نتیجه ایمنی و کارایی مراقبت از بیمار را بهبود می‌بخشند و می‌توانند برای دسترسی ایمن به اطلاعات بالینی بیمار استفاده شوند»، اما در همان سال، گزارش‌های خبری مرتبط با دستگاه‌های مشابه با سرطان ناشی از حیوانات آزمایشگاهی تأثیر مخربی بر قیمت سهام و فروش شرکت داشت.
در سال ۲۰۱۰، این شرکت با نام PositiveID، محصول را به دلیل فروش ضعیف از بازار خارج کرد.
در ژانویه ۲۰۱۲، PositiveID دارایی‌های تراشه را به شرکتی به نام VeriTeQ فروخت که متعلق به اسکات سیلورمن، مدیر عامل سابق Positive ID بود.
در سال ۲۰۱۶، JAMM Technologies دارایی‌های تراشه را از VeriTeQ به دست آورد. برنامه تجاری JAMM مشارکت با شرکتهای فروش دستگاه‌های پزشکی کاشته شده و استفاده از برچسبهای RfID برای نظارت و شناسایی دستگاه‌ها بود. JAMM Technologies در همان ساختمان Plymouth، مینه سوتا با نام شرکت گایسلر و راندولف کی گایسلر و دونالد آر براتین به عنوان شرکت‌های اصلی مستقر است. این وب سایت همچنین ادعا می‌کند که گیسلر مدیر عامل شرکت PositiveID، شرکت Destron Fearing و Digital Angel Corporation بوده‌است.
در سال ۲۰۱۸، یک شرکت دانمارکی به نام BiChip نسل جدیدی از کاشت میکروچیپ را منتشر کرد که برای خواندن از راه دور و اتصال به اینترنت در نظر گرفته شده‌است. این شرکت برای پیوند ریز تراشه خود به روزرسانی کرد تا آن را با ارز رمزنگاری شده Ripple مرتبط سازد تا امکان پرداخت با استفاده از ریز تراشه کاشته شده فراهم شود.

### دسترسی و امنیت ساختمان
در فوریه ۲۰۰۶، CityWatcher , Inc از سینسیناتی، OH اولین شرکت در جهان بود که به عنوان بخشی از سیستم کنترل دسترسی و امنیت ساختمان، میکرو تراشه‌ها را به کارمندان خود پیوند داد. کارگران برای دسترسی به اتاق نوار ویدئویی ایمن این شرکت به کاشت نیاز داشتند، همان‌طور که در USA Today ثبت شده‌است. این پروژه توسط Six Sigma Security , Inc آغاز و اجرا شد. شرکت VeriChip در ابتدا کاشت را به عنوان راهی برای محدود کردن دسترسی به امکانات ایمن مانند نیروگاه‌ها به بازار عرضه کرده بود.
یک اشکال عمده برای چنین سیستم‌هایی سهولت نسبی است که می‌توان با استفاده از دستگاه دستی شماره ID 16 رقمی موجود در کاشت تراشه را بدست آورد و کلون کرد، مشکلی که به‌طور علنی توسط محقق امنیتی Jonathan Westhues نشان داده شده و در آن مستند شده‌است از جمله مجله Wired، شماره مه ۲۰۰۶.
- یک باشگاه شبانه باجا بیچ، یک کلوپ شبانه در روتردام، هلند، یک بار از کاشت VeriChip برای شناسایی مهمانان VIP استفاده کرد.
- مرکز کانون در استکهلم، سوئد از کاشت RFID برای کارمندان برای کار درب‌های امنیتی، دستگاه‌های کپی و پرداخت هزینه ناهار استفاده می‌کند.

## هدف و فرجام خواهی
بیمارانی که تحت کاشت NFC قرار می‌گیرند به دلایل مختلفی از جمله، تشخیص بیولوژیکی پزشکی، دلایل سلامتی تا به دست آوردن حواس جدید، افزایش بیولوژیکی، بخشی از حرکات رو به رشد موجود، برای اهداف محیط کار، امنیت، علاقه‌مندان و تلاش‌های علمی انجام می‌دهند. افراد میکرو تراشه شده بنا به دلایل پزشکی یا زیبایی می‌توانند داوطلبانه یا غیرارادی تراشه تراشی کنند.

## ایمنی

### عفونت
عفونت همچنین به عنوان منبع عدم موفقیت در RFID و افراد ریز تراشه مرتبط کاشته شده ذکر شده‌است. یا به دلیل تکنیک‌های نامناسب کاشت، رد خوردگی عناصر کاشت توسط کاشت.

### MRI
نگرانی توسط روزنامه نگاران و ارگانهای مختلف در مورد ماهیت ایمنی کاشت و مجاورت آن‌ها با دستگاه‌های MRI به‌طور مستقل مطرح و بررسی شده‌است. تا کنون هیچ تحقیق قطعی مشترکی در مورد هر نوع کاشت جداگانه انجام نشده‌است و خطرات دیگری نیز وجود دارد که در نزدیکی MRI وجود دارد غیر از گزارش‌های حدیثی از هیچ مشکلی با دستگاه‌های MRI گرفته تا محافظت از دست قبل از مجاورت، تا انکار صحیح مجاورت به خطر

### خوردگی
ایمپلنت‌ها اغلب دارای مقدار قابل توجهی از عناصر فلزی از نظر حجم هستند و آهن یک عنصر مشترک کاشت به راحتی توسط عناصر مشترک مانند اکسیژن و آب خورده می‌شود. خوردگی ایمپلنت زمانی اتفاق می‌افتد که این عناصر در حین فرایند کپسوله سازی در داخل محصور شوند، که می‌تواند باعث اثر کند خورنده شود، یا کپسول بندی از کار بیفتد و به عناصر خورنده در تماس با آهن‌ربا اجازه دهد. خرابی‌های کپسول سازی فاجعه بار معمولاً واضح است که منجر به حساسیت، تغییر رنگ پوست و پاسخ التهابی جزئی می‌شود. خرابی‌های کوچک ممکن است مدت بیشتری طول بکشد تا آشکار شود، در نتیجه یک تخریب آهسته قدرت میدان بدون بسیاری از علائم خارجی وجود دارد که نشان می‌دهد چیزی به آرامی با آهنربا اتفاق می‌افتد.

## انتقادات و نگرانی‌ها

### خطرات سرطان
در گزارش خود منتشر شده، کاترین آلبرشت، طرفدار ضد RFID، که از دستگاه‌های RFID به عنوان "تراشه‌های جاسوسی" یاد می‌کند، از مطالعات دامپزشکی و سم‌شناسی انجام شده از سال ۱۹۹۶ تا ۲۰۰۶ که جوندگان آزمایشگاهی را با تراشه‌های ریز تراشه تزریق کرده‌اند، به عنوان بخشی از آزمایش‌های غیر مرتبط یاد می‌کند؛ و سگ‌های کاشته شده با ریز تراشه‌های شناسایی، بعضاً تومورهای سرطانی در محل تزریق (سارکوم‌های زیر جلدی) به عنوان شواهدی از خطر کاشت انسان ایجاد کردند. با این حال، ارتباط بین تومورزایی بدن خارجی در حیوانات آزمایشگاهی و لانه گزینی در انسان به عنوان یک اشتباه و گمراه کننده به‌طور عمومی رد شده و نویسنده گزارش به دلیل استفاده از زبان "تحریک آمیز" "که در واقعیت علمی نیست" مورد انتقاد قرار گرفته‌است. قابل توجه است، هیچ‌یک از مطالعات ذکر شده به‌طور خاص برای بررسی خطر ابتلا به سرطان در ریز تراشه‌های کاشته شده نیست و بنابراین هیچ‌یک از این گروه‌ها یک گروه کنترل از حیوانات را که کاشته نشده‌اند، نداشته‌است. در حالی که این موضوع شایسته بررسی بیشتر است، اما در یکی از مطالعات هشداردهنده "از جهش کور در تشخیص تومورها به پیش بینی خطر سلامتی انسان باید جلوگیری شود" ذکر شده‌است.

### خطرات امنیتی هویت به سرقت رفته، حریم خصوصی
شورای امور اخلاقی و قضایی (CEJA) انجمن پزشکی آمریکا گزارشی را در سال ۲۰۰۷ منتشر کرد که ادعا می‌کند تراشه‌های کاشته شده RFID می‌توانند حریم خصوصی را به خطر بیندازند زیرا حتی اگر هیچ اطلاعاتی در فرستنده RFID ذخیره نشود، آنها ادعا می‌کنند که هیچ تضمینی وجود ندارد که اطلاعات موجود در تراشه می‌تواند به درستی محافظت شود.
هویت و حریم خصوصی سرقت شده یکی از نگرانی‌های اصلی کلون گذاری کاشت میکروچیپ به دلایل مختلف شرورانه در فرایندی به نام سرقت هویت بی‌سیم بوده‌است. حوادث برداشتن اجباری ایمپلنت‌های حیوانی مستند شده‌است، نگرانی در این است که آیا از همین روش برای حمله به بیماران ریز تراشه کاشته شده نیز استفاده می‌شود. به دلیل استفاده کم از کاشت میکرو تراشه، حوادث این حملات فیزیکی نادر است. برنامه‌ریزی نامطلوب RFID برچسب‌های میکروچیپ محافظت نشده یا رمزنگاری نشده نیز از موارد مهم خطر امنیتی است.

### به خطر انداختن آزادی و استقلال انسان
برخی ابراز نگرانی کرده‌اند که ممکن است از فناوری سو ab استفاده شود. فناوری تهاجمی این پتانسیل را دارد که توسط دولت‌ها برای ایجاد یک دیستوپی «اورولین» مورد استفاده قرار گیرد. در چنین جهانی، تعیین سرنوشت، توانایی آزاداندیشی و تمام استقلال شخصی کاملاً از بین خواهد رفت. انسان‌ها اساساً برده‌های دیجیتالی دولت‌ها، شرکت‌ها یا شبکه‌هایی هستند که صاحب فناوری میکروچیپ هستند. نمونه‌هایی از نگرانی‌های مربوط به حریم خصوصی در بیماران غیرارادی می‌تواند مجرمان جنسی را با پیوند RFID برچسب گذاری کند تا مکان آنها را ردیابی کند تا اطلاعات مربوط به محل سکونت آنها را به مقامات ارائه دهد، این نگرانی‌های مربوط به حریم خصوصی موضوع بحث پیوند اجباری بوده‌است.

## قانون گذاری
به دنبال ایالت ویسکانسین (WISCONSIN) ایالت داکوتای شمالی، کالیفرنیا نیز لایحهٔ ۳۶۲ را در سال ۲۰۰۷ به تصویب رساند؛ که طبق آن افراد کارگر و درگر افراد به هیچ شکلی نباید مجبور به کاشت RFID در زیر پوستشان شوند.
در روز پنجم آوریل سال ۲۰۱۰ مجلس سنای گرجستان و آتلانتا لایحه ۲۳۵ را به تصویب رسانند که اجبار کردن افراد برای کاشت ریز تراشه در زیر پوست تخطی از قانون محسوب می‌شود. طبق این لایحه کاشت اختیاری و داوطلبانه ریز تراشه باید توسط پزشک و طبق قوانین پزشکی جورجیا صورت پذیرد.
اگر مجلس عمومی نسخه جدیدی را در مجلس به تصویب برساند، جورجیا در قانون ممنوعیت اجباری کاشت ریز تراشه به کالیفرنیا و ویسکانسین می‌پیوندد.
در روز دهم ماه آوریل سال ۲۰۱۰، نمایندگان ویرجینا لایحه‌ای را تصویب کردن که طی آن شرکت‌ها حق نداشتند که تراشه‌های ردیاب را در بدن کارگرانشان به کار بگذارند.